# Jackson Avery
Jackson Avery es un personaje ficticio de la serie de televisión Grey's Anatomy de ABC interpretado por Jesse Williams. Fue un personaje recurrente en la sexta temporada antes de ser un regular en la séptima temporada.

## Vida

### Primeros años
Avery es el nieto del Dr. Harper Avery, uno de los cirujanos más famosos en el país y el nombre del prestigioso Premio Harper Avery. Creció oyendo de la nobleza de ser un cirujano en la mesa de su abuelo, lo cual lo inspiró a convertirse en cirujano. Su familia nunca lo empujó académicamente porque él era "el guaperas de la familia", así que él decidió por su cuenta, ni siquiera le dijo a su familia que había tomado esa carrera hasta que se lució en su trabajo.

### Sexta temporada
Avery es originalmente un residente del Hospital Mercy West. Se une al personal de Seattle Grace Mercy West tras la fusión entre los dos hospitales. Al principio, está enamorado de Cristina Yang, y en estado de ebriedad la besa en su fiesta, pero ella rompe el beso y luego le dice que nunca sucedió. Su abuelo es admitido al Seattle Grace en el episodio "Perfect Little Accident." Está en la ciudad para tratar de convencer a Jackson de tomar una posición en el Hospital Massachusetts General, cuyo puesto su abuelo lo ha "guardado" para él desde que se graduó de la escuela de medicina. Sin embargo, Avery se niega nuevamente. En el final de la sexta temporada, se le dice por el Dr. Shepherd que han cerrado el hospital y es dejado por el Dr. Hunt y la Dra. Altman en el quirófano con dos enfermeras y el anestesiólogo. Decide que Cristina debe operar a Derek Shepherd en el quirófano vacío para poder salvarlo. Cuando Gary Clark tiene el quirófano como rehén, Avery esconde unos cables debajo de la mesa de operación y le hace creer a Clark que Derek ha muerto. Cuando Clark se va, rápidamente vuelve a unir los cables y terminan operando, y posteriormente, salvan la vida de Derek.

### Séptima temporada
En el tercer episodio de la séptima temporada, se revela que él se despierta gritando todas las noches porque tiene pesadillas sobre el tiroteo. En el cuarto episodio, se descubre que él y April se están quedando en la casa de Meredith. Después de luchar con el trabajo como consecuencia de los disparos, Jackson también coquetea con Teddy Altman para recibir más tiempo en el quirófano, pero ella lo rechaza, diciéndole que él tiene el potencial para ser un gran doctor, pero no necesita coquetear para seguir adelante en la vida. Luego se revela que Jackson todavía sigue siendo acechado por lo que le pasó durante el tiroteo. Cuando el hospital instala un sistema de seguridad para prevenir otro tiroteo, el hospital accidentalmente se bloquea y Jackson queda atrapado con un paciente. Tiene un ataque de pánico y grita para que alguien lo saque de allí. Cuando es liberado, se nota que está molesto y comienza a patear cosas en su camino. Luego, renuncia la certificación de trauma de Owen Hunt, enojado con Owen por intentar enseñarle que el trauma no es justo, ya que ha perdido a dos amigos en el tiroteo. Owen se niega a aceptar que es una excusa por renunciar y lo obliga a completar el ejercicio. 
Mientras en el trabajo, Jackson comienza a notar (o eso piensa él) que nadie lo quiere en su equipo, y su estado de ánimo sólo empeora cuando Bailey le dice que observe a un paciente quién está básicamente estable. Cuando el paciente inesperadamente tiene un paro cardíaco, Jackson es obligado a tomar las riendas y toma un quirófano, donde realiza una cirugía en el paciente. Es incapaz de salvarla y se convence aún más que será despedido. Durante la fiesta en casa de Owen y Cristina, Jackson descubre que Alex trató mal a April después que ella quería ir lento en su encuentro sexual, y ataca a Alex, sacándose su furia con él. Lexie luego le pone hielo en sus nudillos y se da a entender que Jackson quizás tenga sentimientos por ella. Luego, indirectamente, confía en Lexie sobre su odio hacia sí mismo por sobrevivir del tiroteo, mientras que Charles no lo logró. 
La temporada poco a poco muestra el interés de Jackson en Lexie, y finalmente en el episodio número catorce él la enfrenta sobre ello. Cuando Mark y Lexie terminan una vez más, Mark se encarga de que Jackson pueda entrar en una de sus cirugías, sí Jackson consigue en que Lexie hable sobre su ruptura. Jackson habla con Lexie, quién finalmente confía en él y le dice que Mark la ha dejado una vez más para saber lo que él quiere en su vida, y a pesar de que ella lo extraña, ella no quiere estar más con él. Jackson elige no decirle esto a Mark, ya que siente que Lexie le contó esto en buena fe y confía en él. Él la invita a tomar algo en el Bar de Joe, a lo que ella rechaza ya que quiere estar sola. Sin embargo, luego ella sugiere que quizá puedan tomar algo el día siguiente, a lo que Jackson acepta encantado y se da cuenta de que le gusta. 
Jackson y Lexie continúan su coqueteo ocasional. Cuando un paciente de ellos debe terminar con su novia porque sí no, ella lo infectará con una enfermedad que lo matará, Jackson y Lexie se ponen de acuerdo en lo que debe hacer el paciente. Lexie siente que la pareja debe tener una oportunidad, ya que su amor es raro, mientras Jackson siente que hay más de un alma gemela para todos. Al final, Lexie se da cuenta de que no sólo es verdad para su paciente, sino que lo aplica para ella y Jackson. Los dos discuten en tener varias almas gemelas, y Jackson le dice que los hombres deben estar en línea para salir con ella. Lexie le pregunta sí él estaría en esa línea, y él responde que sí. En casa, se muestran en la ducha, con Lexie dándole una oportunidad a Jackson. Hacia el final de la temporada, Mark enfrenta a Jackson diciendo que Lexie es de él - y Jackson se está rindiendo. Jackson, un poco confundido, acepta esto y la relación se hace más seria. Oficialmente están juntos al final de la séptima temporada.

### Octava temporada
En la octava temporada, Jackson piensa que Lexie todavía sigue sintiendo cosas por Mark, así que él termina con ella. A partir de su ruptura con Lexie tiene un acercamiento especial con su gran amiga April, donde en el capítulo 21 cuando van a examinarse a San Francisco, acaban acostándose juntos perdiendo así April su virginidad. Jackson aprueba pero April no y es despedida del hospital, lo que hace que se aleje de él aunque los sentimientos entre ambos perduran.

### Novena y décima temporada
En la novena temporada, April vuelve al hospital, e intentan recuperar su relación. Mientras Jackson se hace cargo del departamento de cirugía estética del hospital (después de que Mark muriera luego del accidente de avión). Jackson y April se replantean su relación y deciden finalmente ser solo amigos y que cada uno haga su vida por separado. Luego April decide amigarse de nuevo con Dios y "recuperar" su virginidad. En el capítulo de la boda de Bailey, Jackson lleva a su interna como acompañante y ahí empiezan una relación. Luego de que "Pegasus" quiera comprar el hospital y varios cirujanos renunciaran, Jackson evalúa la idea de trabajar en la fundación Harper Avery. Cuando se está por efectuar la nueva compra, y se rumorea que todo el personal del hospital va a ser despedido, Jackson pretende ir a Boston a la fundación (influenciado por su madre). Cuando la madre de Jackson se entera de los planes de los ex-cirujanos del hospital de comprarlo; les avisa en una reunión, que la fundación Harper Avery, va a suministrar los fondos faltantes. Y al ser la fundación el accionista mayoritario, eligen a Jackson como el representante de la fundación en el hospital; convirtiendo a Jackson en el verdadero dueño.
En el episodio final Jackson trata de sacar a una niña de un autobús porque está a punto de explotar. Cuando el camión explota, April cree que Jackson ha muerto y llora desconsolada, Matthew la sostiene dándose cuenta de que aun tiene sentimientos hacia Jackson. Jackson sale con la niña de las llamas con algunas quemaduras, Callie cura a Jackson y April llega a golpearlo por haber expuesto su vida y la sacan de la sala. Cuando Jackson descansa llega April y le confiesa que sigue enamorado de él, el le dice "te vas a casar" y ella le dice "no lo hare si me das una razón para no hacerlo".
En la décima temporada continua su relación con Stephany pero el día de la boda de April recuerda las palabras que le dijo Mark y le dice a April que la ama, y escapan en auto de la boda. En el capítulo 13 se muestra que están casados sin que sus compañeros de trabajo lo sepan pero en el Hospital se lanza un decreto por el cual ya no podrá haber relaciones románticas entre compañeros o de Jefes con Residentes. Esto hace que tengan que contar que están casados y entonces Catherine, la madre de Jackson les pide que firmen un papel de separación de bienes. Jackson defiende a April y le dice que no tiene por qué firmarlo. Unos episodios más adelante discuten por las creencias religiosas de April porque sale la conversación de qué religión profesaran sus futuros hijos. Allí ella le confiesa a Jackson que está embarazada. April les pide a Callie y a Miranda que la dejen pasar unos días en su casa pero luego vuelve a buscar unas cosas a su casa y se encuentra con Jackson que le dice que la ama. Más adelante, ella está en la Capilla y Jackson se sienta a su lado y le dice que cuando los domingos vaya al Servicio, él la acompañará porque es su esposo.
Y luego descubren que su bebé tenía osteogénesis imperfecta, lo que los lleva a que April tenga que abortar a su bebé, quien fue llamado Samuel por un paciente de April. 

### Decimosegunda temporada
Al inicio de la temporada podemos ver que después de la muerte de Samuel, April decide irse un año como cirujana de trauma al ejército, dejando a Jackson solo. Cuando ella regresa Jackson quiere arreglar las cosas con ella hasta que April le dice que quiere irse otros 3 meses y Jackson le da un ultimátum, diciéndole que si se va, se divorcian. April si decide irse pero al volver busca a Jackson para hablar con él y salvar su matrimonio, pero él ya no quiere intentarlo y trata de hablar con ella sobre el divorcio. Durante los próximos capítulos April no deja de querer luchar por su matrimonio. A la mitad de temporada Jackson le hace llegar los papeles de divorcio a April quien no quiere firmarlos, pero lo termina haciendo. En ese capítulo podemos ver la trayectoria de la relación entre ellos desde que eran internos en el Mercy West hasta la escena donde April firma los papeles del divorcio y se va de la sala. 
Pasan unos meses y Jackson piensa que April se ha dado cuenta de que ha tenido un par de citas ya que está ausente y lo evita, cuando decide preguntarle a Arizona, que le termina confesando que April está embarazada: Jackson se molesta y le reclama a April, quien en ese momento lo estaba buscando para decirle sobre el embarazo. Pasan unos días y Catherine llega al hospital al enterarse del divorcio de su hijo, posteriormente habla con April quien le confiesa que supo que estaba embarazada justo antes de firmar los papeles de divorcio. Catherine le dice esto a Jackson y le da la idea de demandarla por la custodia total del hijo pero Jackson no quiere demandarla. April escucha una conversación sobre eso y pide una orden de restricción en contra de Jackson, por lo que este al final decide demandar, pero conforme pasan los capítulos, estos deciden retirar la demanda y juntos ir a las consultas de obstetricia para descartar que su futuro hijo tenga también osteogénesis imperfecta.